# Унт, Мати
Мати Унт (эст. Mati Unt; 1 января 1944, Линнамяэ, Йыгевамаа — 22 августа 2005, Таллин) — эстонский писатель, эссеист и театральный режиссёр. Заслуженный писатель Эстонской ССР (1980).

## Биография
Мати Унт родился 1 января 1944 года в деревне Линнамяэ Воореской волости Тартуского уезда в семье бухгалтера. С 1951 по 1958 год ходил в сельскую школу, в 1962 году окончил школу № 8 в Тарту. В 1967 году окончил отделение эстонской филологии историко-филологического факультета Тартуского государственного университета.
С 1966 по 1971 год Мати Унт работал завлитом в театре «Ванемуйне» в Тарту, в 1975—1981 годах — на аналогичной должности в Государственном ТЮЗе Эстонской ССР в Таллине. В 1981—1991 годах — директор Молодёжного театра, в 1992—2003 годах — директор Эстонского драматического театра в Таллине.
В 1980 году Мати Унт подписал так называемое «Письмо сорока» — призыв к советским властям сохранить эстонские язык и культуру.
Член Союза писателей Эстонии с 1966 года. Заслуженный писатель Эстонской ССР (1980). Лауреат нескольких литературных премий. В 2000 году был награждён Орденом Белой звезды III класса. Лауреат Национальной премии Эстонии в области культуры (2002).
В 1965—1973 годах был женат на журналистке Эле Томсон.
Мати Унт умер в Таллине 22 августа 2005 года. Похоронен на таллинском кладбище Метсакальмисту.

## Творчество
Первым произведением Унта, написанным им в возрасте 18 лет, после окончания средней школы, был «наивный роман» «Прощай, рыжий кот» («Hüvasti, kollane kass», 1963). Это произведение сделало его известным в Эстонии.
После своего литературного дебюта Унт зарекомендовал себя среди писателей Эстонии как фантаст, драматург и критик. Его книги «Долг» («Võlg», 1964) и «О возможности жизни в космосе» («Elu võimalikkusest kosmoses», 1967) рассматривают проблемы формирования личности молодого человека. Он был также автором произведений «Убийство в отеле» («Mõrv hotellis», 1968) и «Чёрный мотоциклист» («Must mootorrattur», 1976), написанных в редком для эстонской литературы жанре детектива. Принёсший Унту международное признание роман «Осенний бал» («Sügisball», 1979; экранизирован в 2007 году Вейко Ыунпуу) посвящён проблеме отчуждённости человека в большом городе, его бездуховности, некоммуникабельности, потребительскому отношению к жизни. Схожая тема рассматривалась в произведениях «Голый остров» («Tühirand», 1972) и «Via regia» (1975). За последнюю повесть писатель был удостоен премии Ф. Тугласа в 1976 году. Повесть «Говорят» («Räägivad», 1984) может быть отнесена к числу внежанровых, она преимущественно состоит из реплик второстепенных персонажей. Схожее мозаическое полифоническое повествование есть и в книге «Памятка донора» («Doonori meelespea», 1990).
Кроме того, он занимался продвижением авангардного театра в пост-советской Эстонии. Унт был хорошо известен как драматург, постановщик, художник. В 1980—1990-х годах его театральная деятельность была более плодотворной, чем писательская. Его пьеса «Фаэтон, сын солнца» («Phaethon, päikese poeg», 1968) была написана по мотивам древнегреческого мифа. Пьеса «Час духов на улице Яннсена» («Vaimude tund Jannseni tänaval», 1984) описывает воображаемую встречу поэтессы Лидии Койдула и писательницы Айно Каллас. Пьеса «Коллонтай» («Kollontai», 1978) посвящена жизни и деятельности революционерки, государственной деятельницы и дипломата Александры Коллонтай, за неё автор получил Литературную премию имени Юхана Смуула в 1978 году. Пьеса «Грааль!» («Graal!», 2001) написана по мотивам романов о Короле Артуре, «Мастер и Маргарита» («Meister ja Margarita», 2001) — на основе одноимённого романа Михаила Булгакова. Как театральный режиссёр он ставил пьесы Стриндберга, Гёте, Шиллера, Мрожека, Пинтера и других. Унт был также театральным критиком. Его статьи о театре и кино собраны в книге «Черти и короли» («Kuradid ja kuningad», 1989).
По произведениям Унта «Прощай, рыжий кот» и «Долг» были сняты фильмы — «Когда я был маленьким» (режиссёр Альгирдас Араминас, Литовская киностудия, 1969) и «Долг» (режиссёр Вальдур Химбек, Эстонский телефильм, 1966).
Фильм «Цену смерти спроси у мёртвых» (1977), снятый по его сценарию, получил Главный приз за режиссуру на XI Всесоюзном кинофестивале 1978 года в Ереване. Кинофильмы, основанные на произведениях Унта «Пустой пляж» («Tühirand») и «Осенний бал» («Sügisball») были сняты уже после его смерти (в 2005 и 2007 годах соответственно). Произведения Унта переведены на многие языки: русский, английский, латышский, литовский, украинский, молдавский, грузинский, финский, польский, немецкий, венгерский, болгарский, чешский.
Стиль первых произведений Унта можно охарактеризовать как «социализм с человеческим лицом — исповедальная проза». В них заметно увлечение автора аллегорией и философской притчей. Позднее он писал в жанре «моделирующей прозы», более характерной для эстонской литературы. В произведениях преобладает морально-этический аспект. В своих последних произведениях он больше склонялся к постмодернизму.

### Повести и рассказы
- Hüvasti, kollane kass (1963)
- Võlg (1967)
- Elu võimalikkusest kosmoses (1967)
- Mõrv hotellis (1969)
- Kuu nagu kustuv päike (1971)
- Mattias ja Kristiina (1974)
- Via regia (1975)
- Must mootorrattur (1976)
- Sügisball (1979)
- Räägivad ja vaikivad (1985)
- Öös on asju (1990)
- Doonori meelespea (1990)
- Tere, kollane kass! (1992)
- Brecht ilmub öösel (1996)

### Пьесы
- See maailm või teine (1966)
- Phaethon, päikese poeg (1968)
- Viimnepäev (1972)
- Kolm põrsakest ja hea hunt (1973)
- Good-by, baby (1975)
- Kümme neegrit (1976)
- Peaproov (1977)
- Vaimude tund Jannseni tänaval (1984)
- Huntluts (1999; по мотивам Оскара Лутса)
- Graal! (2001)
- Meister ja Margarita (2001; по мотивам Михаила Булгакова)
- Vend Antigone, ema Oidipus (2006; по мотивам Софокла и Еврипида)

### Издания на русском языке
- Прощай, рыжий кот: Наивный роман. Пер. Т. Кург. — Москва: Мол. гвардия, 1967.
- О возможности жизни в космосе: Роман и повести. Пер. Т. Теппе. — Таллин: Ээсти раамат, 1973. Содерж.: Прощай, рыжий кот: Наивный роман; Долг; О возможности жизни в космосе.
- Главная репетиция: Пьеса в 3 д. Пер. Е. Кимм. — М.: ВААП-Информ, 1979.
- Осенний бал: Повести и роман. Пер. С. Семененко. — М.: Сов. писатель, 1982. Содерж.: Осенний бал; Голый берег; Маттиас и Кристина; Via Regia.
- Голый берег. Пер. С. Семененко. Антология «Эстонская молодая проза». — Таллин: Ээсти раамат, 1978 г. То же: Антология «Вышгород — Тоомпеа». Л.: Лениздат, 1986 г.
- Пространство для общей игры. Статья. — Журнал «Современная драматургия» № 1, 1986 г.